# جون مايكل غرير
جون مايكل غرير (بالإنجليزية: John Michael Greer)‏ (وُلد في 1962)، مؤلّف أميركيّ يكتب عن البيئة وعن عدّة أديان. احتلّ منصب «الأركدرويد» الكبير لأخويّة «الدرويدز» القديمة في أميركا.
يكتب غرير عن مشاكل الحضارة المعاصرة وعن النهاية الأكيدة لها. يحاجج ان الطاقة اللازمة لاستمرار هذه الحضارة لن تكون موجودة في المستقبل وان الطاقة البديلة لن تقدر على إبقاء هذه الحضارة مستمرة. يقارن الكاتب نهاية الحضارة المعاصرة بنهاية العديد من الحضارات السابقة كالحضارة الرومانيّة أو حضارة المايا ويستخلص نمط لنهاية الحضارات.